# Karl Linsbauer
Karl Linsbauer (né le 11 octobre 1872 à Vienne et mort le 5 décembre 1934 à Graz) est un botaniste autrichien,

## Biographie
Il fait ses études au gymnasium de Vienne et s’oriente vers une spécialisation en sciences naturelles à l'université de Vienne, où il subit l’influence des botanistes Julius von Wiesner (1838-1916) et Anton Kerner von Marilaun (1831-1898).
Il passe son doctorat en 1899. J. von Wiesner reconnaissant la valeur de Linsbauer en fait son démonstrateur en 1897 puis l’année suivante l’emploie comme assistant à l’Institut de physiologie végétale. En 1904, il est habilité comme enseignant sur l’anatomie et la physiologie des végétaux. En 1910, il obtient un poste de professeur de botanique à l’université de Tchernivtsi. L’année suivante, il remplaçait Gottlieb Haberlandt (1854-1945) à la chaire et à la direction de l’Institut de physiologie végétale de l’université de Graz.

## Source
- 1935, Chronica Botanica : 82-83.